# Adolf Daens
Adolf Daens, född 18 december 1839 i Aalst, död 14 juni 1907 i Aalst, var en belgisk präst och politiker.

## Biografi
Daens fick sin utbildning hos jesuiterna i Sint-Jozefscollege i Aalst. Efter att han försökt men misslyckats att själv bli jesuit blev han präst.[källa behövs] Han blev mycket intresserad och gripen av fabriksarbetarnas förskräckliga omständigheter i staden och grundade den Daensistiska rörelsen, som år 1893 blev Christene Volkspartij. Detta parti strävade efter en demokratisering av det katolska partiet.
Daens blev invald som parlamentariker men fick mycket motstånd från det traditionella katolska partiet, borgerligheten och kyrkan, och till sist blev han avsatt från sin tjänst.

## Eftermäle
Asteroiden 11571 Daens är uppkallad efter honom.

### Webbkällor
- Adolf Daens (på nederländska)
- Adolf Daens (på nederländska)